# مبنى باسير سالاك التاريخي
مبنى باسير سالاك التاريخي هو مبنى تاريخي في باسير سالاك، منطقة بيراك تنغاه، بيراك، ماليزيا. تم افتتاح المبنى عام 2004.

## بناؤه
يقع المبنى التاريخي في منطقة المنازل الملايوية التقليدية، كما يتميز بالعديد من النصب التذكارية التي أقيمت لتكريم الأبطال الماليزيين، بالإضافة إلى برج المراقبة والمسرح والمدفع. يطل على نهر بيراك. يفتح المبنى أبوابه للزوار يوميًا من الساعة 9:30 صباحًا حتى الساعة 5:00 مساءً.